# Harmonique (électricité)
Pour les articles homonymes, voir Harmonique.
Les courants harmoniques sont les composantes sinusoïdales d'un courant électrique périodique décomposé en série de Fourier. Les harmoniques ont une fréquence multiple de la fréquence fondamentale, généralement de 50 ou 60 Hertz, dans les réseaux électriques. Autrement dit, les harmoniques sont une description mathématique de la distorsion d'un signal a priori sinusoïdal. De même, les tensions harmoniques sont les composantes sinusoïdales d'une tension électrique périodique décomposée en série de Fourier.
Les courants harmoniques sont dus à la présence de charges électriques non linéaires dans un réseau électrique. Du fait des impédances du réseau, ces courants harmoniques sont la cause de l'apparition d'harmoniques de tensions qui affectent alors les autres clients du réseau de distribution.
Les courants harmoniques ont divers effets néfastes : augmentation des pertes, augmentation du bruit, interférences et couple vibratoire. Pour la bonne qualité de l'électricité, il est donc important de limiter leur présence. Les gestionnaires de réseaux électriques garantissent la fourniture d'une électricité contenant peu d'harmoniques, en contrepartie de quoi ils obligent leurs clients à limiter leur injection de courants harmoniques dans le réseau. L'installation de filtres, passifs ou actifs, le choix d'un couplage de transformateur adapté ainsi que de montage d'électronique de puissance produisant moins d'harmoniques sont autant de solutions pour limiter le taux de distorsion du courant et de la tension électrique.

## Explication
Dans un réseau électrique, les générateurs des centrales électriques produisent une tension purement sinusoïdale à une fréquence de 50 ou 60 Hz, de la forme :
{\displaystyle u(t)_{\text{ideal}}={\sqrt {2}}\cdot U_{\mathrm {rms} }\cdot \sin(\omega t)}
Quand une charge linéaire telle qu'une résistance, une inductance ou une capacité, est connectée au réseau, elle soutire de celui-ci un courant sinusoïdal à la même fréquence que la tension du réseau à un déphasage près, de la forme :
{\displaystyle i(t)_{\text{ideal}}={\sqrt {2}}\cdot I_{\mathrm {rms} }\cdot \sin(\omega t-\phi )}
Si le réseau alimente seulement des charges linéaires, sa tension et son courant sont parfaitement sinusoïdaux. Toutefois, quand une charge électrique non linéaire telle qu'un appareil électronique, est connectée au réseau, elle soutire de celui-ci un courant périodique de forme non sinusoïdale. Cette dernière peut être complexe à décrire. Les séries de Fourier permettent cependant de décomposer n'importe quel signal périodique. Ainsi un courant quelconque peut s'écrire sous la forme :
{\displaystyle i(t)_{\text{periodique}}=I_{0}+\sum _{n=1}^{+\infty }{\sqrt {2}}I_{n}\cdot \sin(n\omega t-\phi _{n})}
I0 est nommé composante continue, I1 est nommé fondamentale, les rangs « n » suivants, sont nommés harmoniques.
Les charges non linéaires soutirent donc des courants non sinusoïdaux du réseau. Ce dernier ayant une impédance, ces courants créent à leur tour des tensions non sinusoïdales, qu'on peut décomposer de la même manière en série de Fourier.
{\displaystyle U_{\text{reseau}}=Z_{\text{reseau}}\cdot I_{\text{reseau}}}
{\displaystyle u(t)_{\text{periodique}}=U_{0}+\sum _{n=1}^{+\infty }{\sqrt {2}}U_{n}\cdot \sin(n\omega t-\phi _{n})}
La valeur des harmoniques diminuant tendanciellement avec leur rang, il est d'usage de ne considérer que les quarante premières harmoniques.

## Sources d'harmoniques

### Charges non linéaires

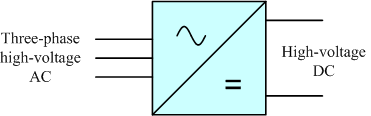
Symbole d'un redresseur.

Pont de Graetz monophasé

Les redresseurs sous leur différentes formes sont la principale cause des courants harmoniques dans le réseau. Le pont de Graetz est un montage très répandu permettant de redresser le courant. Afin de lisser le courant sortant du redresseur, une inductance est généralement placée dans le circuit à tension continue. Le courant entrant dans le montage a alors la forme d'un créneau.
Les appareils électroniques domestiques, comme les ordinateurs, téléviseurs, etc., étant alimentés en courant alternatif, une alimentation à découpage est nécessaire pour transformer le courant alternatif du réseau en courant continu. Ils constituent la principale source d'harmoniques au niveau domestique. L'éclairage, par le biais des lampes fluorescentes et des lampes à décharges et les variateurs (gradateurs), est une autre source d'harmoniques. Au niveau industriel, les variateurs de vitesse, c'est-à-dire le système permettant de régler la vitesse d'un moteur électrique, sont non linéaires. Les fours à arc et les soudeuses sont d'autres exemples.
Dans le réseau, les installations à courant continu commutées par les lignes sont une source importante d'harmoniques. Les circuits magnétiques des transformateurs électriques, ou des moteurs électriques, produisent également des harmoniques quand ils saturent, ce qui n'est pas le cas normalement.
Alors qu'initialement, les charges non linéaires et l'électronique de puissance étaient surtout présents dans le milieu industriel, l'expansion de leurs usages domestiques fait qu'en 1999, les alimentations à découpage sont les principales émettrices d'harmoniques. Des mesures sur le réseau électrique français ont montré ainsi que le moment où le réseau est le plus pollué par les harmoniques est le dimanche soir, c’est-à-dire quand les industries tournent au ralenti, tandis que les téléviseurs sont massivement allumés.

### Amplification
L'impédance du réseau est principalement inductive. Toutefois, si des bancs de capacité sont montés en shunt dans le réseau, il existe une ou plusieurs fréquences de résonance pour lesquelles l'impédance du réseau devient nulle. Les harmoniques de fréquence proche de cette résonance sont donc amplifiés. On parle de résonance parallèle. La résonance série est également possible si des inductances sont placés en série avec des capacités dans le réseau,.

## Effets

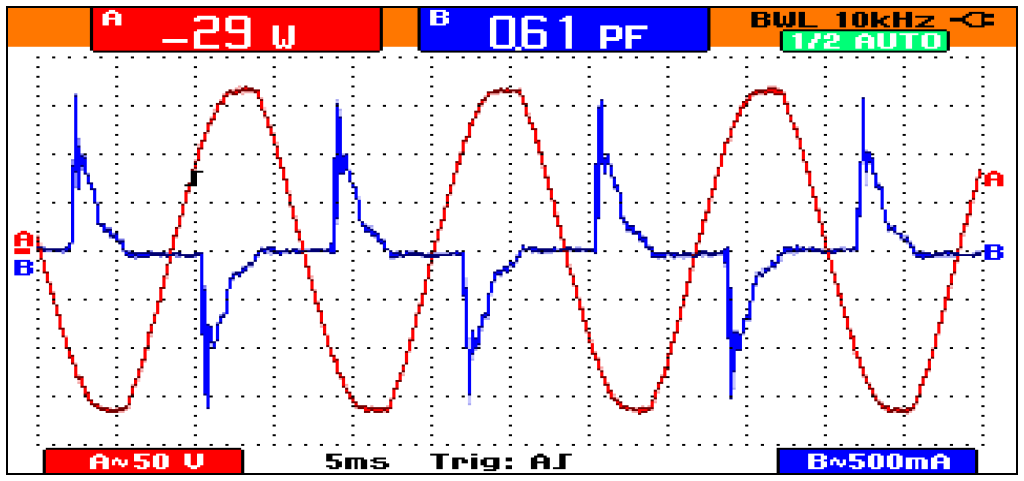
Les lampes fluorescentes sont des redresseurs. Le courant qu'elles consomment, ici la courbe bleue, est très déformée. On remarque que la tension n'est pas non plus sinusoïdale.

### Pertes
Les harmoniques ont pour effet d'augmenter les pertes dans les équipements électriques alimentés par le réseau. Les pertes joules ne dépendent pas en première approximation de la fréquence du courant, mais de la somme géométrique des harmoniques du courant :
{\displaystyle P_{\text{Perte joules}}=R\cdot I^{2}=R\cdot \sum _{n=1}^{+\infty }I_{n}^{2}}
Les appareils utilisant un circuit magnétique sont sensibles aux harmoniques. En effet, les pertes d'hystérésis sont proportionnelles à la fréquence du courant, celles par courant de Foucault à la fréquence du courant au carré, les harmoniques de rang élevé produisent donc des pertes importantes même si leur amplitude est faible.
Ces pertes causent à leur tour des échauffements dans les appareils électriques qui voient donc leur durée de vie se réduire.

### Bruits
Le bruit des appareils électriques provenant principalement de la magnétostriction, les harmoniques contribuent aux émissions sonores.

### Forces contre électromotrice
Dans les moteurs électriques de grandes tailles, la cinquième harmonique produit une force contre électromotrice freinant la rotation. On parle de couple vibratoire.

### Baisse du facteur de puissance
Dans un réseau parfaitement sinusoïdal, le facteur de puissance est égal à {\displaystyle \cos(\phi )} avec {\displaystyle \phi } le déphasage entre le courant et la tension. Les harmoniques imposent de corriger ce facteur. Le facteur de puissance totale, noté PF est égal à ,:
{\displaystyle PF=\cos(\phi )\cdot {\frac {1}{\sqrt {1+THD^{2}}}}}
Avec THD le taux de distorsion harmonique, décrit ci-dessous.

### Interférences et perturbation des appareils de mesure et de communication
Les appareils de mesure reposant sur la détection d'un passage par zéro d'un courant ou d'une tension peuvent voir leur fonctionnement perturbé par les harmoniques .
Les harmoniques présents dans le réseau électrique peuvent induire des courants de même fréquence dans les lignes téléphoniques ou autres lignes de transmission (télévision, internet, etc.) à proximité. Si les fréquences des harmoniques sont proches de celles du signal transporté par cette ligne, celui-ci est pollué, ce qui peut affecter la qualité des communications transmises.
L'expansion des systèmes numériques dans lesquels il est possible d’installer des filtres numériques plus performants a néanmoins réduit la sensibilité de ces appareils à ce problème.

## Harmoniques particulières

### Harmoniques paires
En général les charges du réseau sont symétriques, c'est-à-dire qu'elles ont le même comportement quand le courant circule dans un sens ou dans l'autre. Dans ces conditions, la théorie des séries de Fourier affirme que les harmoniques de rang 2 sont nulles. Les harmoniques de rang 2 sont en réalité assez fréquentes dans les réseaux, et difficiles à filtrer.

### Harmonique de rang multiple de trois
En prenant l'hypothèse que les trois phases sont équilibrées, les harmoniques de rang multiple de trois ont la particularité que la somme des trois phases ne s'annulent pas, autrement dit elles créent un courant homopolaire :
{\displaystyle \Sigma I_{\text{3e harmonique}}=I_{U,3e}+I_{V,3e}+I_{W,3e}=I_{3}\sin(3\cdot \omega \cdot t-\phi _{3})+I_{3}\sin \left(3\left(\omega \cdot t-{\frac {2\cdot \pi }{3}}\right)-\phi _{3}\right)+I_{3}\sin \left(3\left(\omega \cdot t-{\frac {4\cdot \pi }{3}}\right)-\phi _{3}\right)}
{\displaystyle =3\cdot I_{3}\sin(3\cdot \omega \cdot t-\phi _{3})}
Elle passe donc dans le neutre des transformateurs électriques du réseau connecté en étoile. La connexion du neutre doit donc être dimensionnée en conséquence,.
À l'inverse, il n'y a aucun courant de 3e harmonique qui entre ou sorte d'un transformateur avec un couplage triangle.

### Interharmoniques

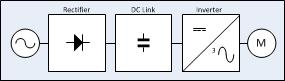
Les convertisseurs constitués d'un redresseur, d'un circuit intermédiaire en tension continue et d'un onduleur peuvent causer des interharmoniques

L'appellation d'interharmonique renvoie à des harmoniques de rang non entier. En effet, un onduleur fonctionnant à une fréquence nominale différente de la fréquence nominale du réseau, les harmoniques qu'il produit ne sont pas des multiples de celle-ci. Dans le cas d'un convertisseur constitué d'un redresseur, d'un circuit intermédiaire en tension continue et d'un onduleur, le circuit intermédiaire doit théoriquement découpler l'onduleur du redresseur. En pratique, les harmoniques venant de l'onduleur s'ajoutent ou se soustraient à celle du redresseur, d'où des interharmoniques. On les trouve par exemple dans les fours à arc, mais elles peuvent aussi être générées par des systèmes électroniques de puissance comme les SVC et le cycloconvertisseur, ancêtre des convertisseurs matriciels actuels.
Un bon indicateur de distorsions harmoniques englobant les inter-harmoniques est le rapport total de distorsion (TDR).

## Quantification

### Taux individuel
Il est également courant d'exprimer les harmoniques en pourcentage de la fondamentale. On parle de taux individuel, pour l'harmonique de rang k, il se calcule comme suit :
{\displaystyle 100\cdot {\frac {U_{k}}{U_{1}}}}
Il est d'usage de représenter le résultat sous la forme d'un histogramme, où chaque barre indique le taux individuel d'un rang, qu'on appelle spectre harmonique.

### Taux de distorsion harmonique
Le taux de distorsion harmonique sert à quantifier les harmoniques présentes dans une tension ou un courant. Traduit en anglais par  total harmonic distortion, il est abrégé en THD. Pour les tensions, il vaut :
{\displaystyle \mathrm {THD} ={\frac {\sqrt {\sum _{n=2}^{+\infty }U_{n}^{2}}}{U_{1}}}}

### Rapport total de distorsion
Le rapport total de distorsion, abrégé en TDR, est utilisé pour prendre en compte les composantes interharmoniques d'un signal, et défini comme ceci :
{\displaystyle {TDR}={\frac {TDC}{Q_{1}}}={\frac {\sqrt {Q^{2}-Q_{1}^{2}}}{Q_{1}}}}
Où
- Q1 : valeur efficace de la composante fréquence fondamentale
- Q : valeur efficace totale de la grandeur (courant ou tension)

### Limites tolérables

#### Limite en tension
À cause de ses effets néfastes, les harmoniques doivent être évitées. Les fournisseurs d'énergie électrique s'engagent sur la qualité de l'alimentation électrique fournie à ses clients industriels. Ils garantissent un taux de distorsion harmonique de la tension maximum, par exemple 2%. Les normes CEI 61000 et IEEE 519 prescrivent des limites à respecter.

#### Limite en courant
Dans certains cas (France par exemple), le fournisseur d'énergie électrique peut imposer des niveaux maximaux de courants harmoniques générés par ses clients. Ces niveaux sont souvent exprimés en pourcentage du niveau fondamental.

## Solutions

### Filtrage passif
Le but du filtrage est d'abaisser l'impédance harmonique du réseau à l'aide de filtres accordés sur les fréquences des harmoniques générés par la source perturbatrice.
Les filtres anti-harmonique sont généralement installés en HTA. Ils peuvent participer à la compensation en énergie réactive. Ils sont composés d'un ensemble de condensateurs et de bobines associées, de manière que la fréquence de résonance de cet ensemble soit accordée sur celle des rangs harmoniques générés.
Généralement les harmoniques de rang 3 sont filtrées par le réseau (transformateurs) et ne nécessitent pas de filtrage spécifique. Mais on devra souvent prévoir un filtre accordé sur le rang 5.
Il est possible de filtrer les harmoniques de rang multiple de 3 en plaçant un filtre entre le neutre des transformateurs et la terre.

### Filtrage actif
Le filtre actif permet de neutraliser l'effet d'une perturbation en injectant une grandeur égale à la perturbation mais de phase opposée. Les deux s'annulent donc. Les filtres actifs sont souvent utilisés en complément des filtres passifs.
Il s'agit d'une solution très onéreuse qui n'est applicable qu'en basse tension, pour des installations industrielles de faible puissance. Par ailleurs, les filtres actifs consomment de la puissance ce qui réduit le gain réalisé en éliminant les pertes.

### Couplage des transformateurs

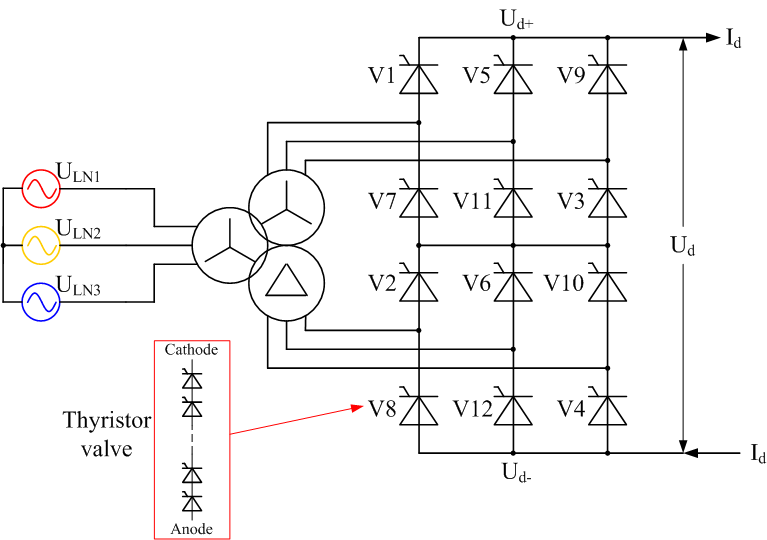
Les convertisseurs HVDC utilisent le déphasage de 30° entre le transformateur en étoile-étoile du pont haute tension et celui en étoile-triangle du pont basse tension pour supprimer certaines harmoniques

Une solution pour éliminer les harmoniques de rang multiple de 3 est l'utilisation des couplages étoile-triangle .
L'utilisation d'un transformateur connecté en étoile-étoile en parallèle d'un autre connecté en étoile-triangle (voir image ci-contre) permet d'éliminer les harmoniques de rang 5 et 7. On obtient ainsi un montage de pulsation douze.

### Choix du montage
Les filtres et le couplage des transformateurs permettent de limiter les harmoniques en aval. Une solution en amont est de choisir un montage d'électronique de puissance produisant moins d'harmoniques. Ceux-ci sont souvent décrit par leur nombre de pulsation, qu'on note ici q, dans ce cas ces montages produisent des harmoniques de rang {\displaystyle h=k\cdot q\pm 1} où k est un entier. L'utilisation d'une modulation performante, comme la modulation de largeur d'impulsion permet également de réduire le taux d'harmoniques.

## Sources et Références

### Sources
- Schneider Electric - Guide de l'installation électrique 2010 ; Chapitre M : Détection et atténuation des harmoniques
- Norme française NF C13-200
- Norme internationale CEI 610000 ; partie 3-2: Limites – Limites pour les émissions de courant harmonique
- OTT (R) Qualité de la tension- Harmoniques, Techniques de l'ingénieur, fascicule D4264.